# Wildemann
Wildemann est un quartier de Clausthal-Zellerfeld, une ville de l'arrondissement de Goslar dans le land de Basse-Saxe en Allemagne. L'ancienne ville minière (Bergstadt) autonome est située dans le Haut-Harz, la partie nord-ouest du massif du Harz. 

## Municipalité
À compter du 1er janvier 2015, l'ancienne ville de Wildemann forme avec les localités d'Altenau, Clausthal, Zellerfeld et Schulenberg im Oberharz la ville de Clausthal-Zellerfeld.